# Karpatenkonvention

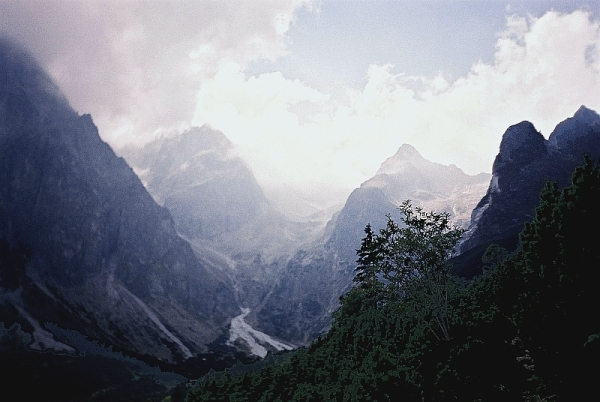
Westkarpaten – Tatra – Gipfel Kesmarker Spitze, Slowakei

Die Karpatenkonvention, formal Rahmenkonvention zum Schutz und zur nachhaltigen Entwicklung der Karpaten, ist ein multilaterales Abkommen zur grenzüberschreitenden Koordination von Schutzmaßnahmen in den Karpaten. Neben Zielen des Umwelt- und Naturschutzes will die Konvention auch eine nachhaltige Entwicklung der regionalen Wirtschaft, und damit eine Verbesserung der Lebensqualität in den Karpaten erreichen. Die Konvention wurde am 22. Mai 2003 in Kiew unterzeichnet und wurde mittlerweile von Tschechien, Ungarn, Polen, Rumänien, Serbien, der Slowakei sowie der Ukraine ratifiziert. Die Karpatenkonvention trat erstmals am 4. Januar 2006 in Kraft.

## Geschichte
Im Jahr 2001 wandte sich die ukrainische Regierung an das Europäische Regionalbüro des UNEP und bat um die Gestaltung eines Abkommens zum Schutze der Karpaten. Im Jahr 2002 wurde dann vom italienischen Umweltminister und damaligen Vorsitzenden der Alpenkonvention eine Kooperation zwischen den Alpenstaaten und den Karpatenstaaten ins Leben gerufen. Darauf aufbauend wurden mehrere Konferenzen auf Ministerebene organisiert. Bei der fünften Ministerkonferenz, welche im Mai 2003 in Kiew stattfand, verabschiedeten die beteiligten Staaten eine Rahmenvereinbarung zum Schutz und zur nachhaltigen Entwicklung der Karpaten. Nachdem bei dieser Konferenz alle beteiligten Staaten außer Polen die Konvention unterzeichnet hatten, wurde die Konvention im Laufe der folgenden Jahre durch die einzelnen Staaten ratifiziert. Ab dem 4. Januar 2006 trat die Konvention schrittweise in allen beteiligten Staaten in Kraft.
Übersicht über die Unterzeichnung und den Stand der Ratifizierung der Karpatenkonvention:
| Staat      | Unterzeichnungsdatum | Datum und Art der nationalen Umsetzung und Ratifikation  | Datum des Inkrafttretens |
| Polen      | 25. November 2003    | 27. Februar 2006, Staatliche Veröffentlichung Nr. 96/634 | 19. Juni 2006            |
| Rumänien   | 22. Mai 2003         | 13. Oktober 2006, Gesetz Nr. 389/2006                    | 6. März 2007             |
| Serbien    | 22. Mai 2003         | 5. November 2007, Staatliche Veröffentlichung Nr. 102/7  | 10. März 2008            |
| Slowakei   | 22. Mai 2003         | 3. März 2004, Resolution Nr. 194                         | 4. Januar 2006           |
| Tschechien | 23. Mai 2003         | 13. Juni 2005, Dekret des Präsidenten                    | 4. Januar 2006           |
| Ukraine    | 22. Mai 2003         | 7. April 2004, Resolution Nr. 1672-IV                    | 4. Januar 2006           |
| Ungarn     | 22. Mai 2003         | 21. Mai 2004, Resolution Nr. 2118 / 2004                 | 4. Januar 2006           |

## Ziele

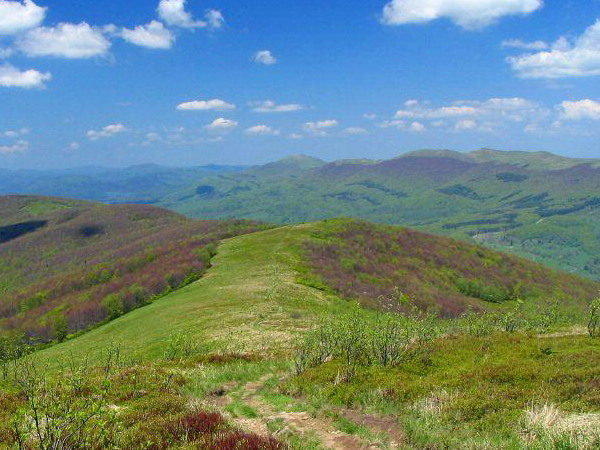
Ostkarpaten – Bieszczady – eine Polonina, Polen

Zu den Zielen der Karpatenkonvention zählen der Schutz und die nachhaltige Nutzung der landschaftlichen und biologischen Vielfalt, eine koordinierte Raumplanung in Grenzgebieten, ein integriertes Management von Wasserressourcen und Flussbetten, die Förderung nachhaltiger Land- und Forstwirtschaft, die Entwicklung einer nachhaltigen Verkehrsinfrastruktur, die Förderung des nachhaltigen Tourismus, eine Steigerung des Umweltbewusstseins in Industrie und Energiewirtschaft, die Bewahrung des kulturellen Erbes und des traditionellen Wissens, eine Überwachung und Erforschung der Umwelt sowie Programme zur Förderung des Bewusstseins und Wissens über ökologische Zusammenhänge in der Bevölkerung.
Nachdem die Karpaten zu den Gebieten mit den größten unberührten Waldgebieten Europas zählt, wurde 2011 in Bratislava im Jahr 2011 ein Abkommen für ein nachhaltiges Forstmanagement unterzeichnet.

## Institutionen und Finanzierung
Die Umsetzung der Karpatenkonvention wird durch das Sekretariat der Konvention vorangetrieben. Derzeit übernimmt diese Aufgabe ein Interim-Sekretariat des UNEP in Wien, das so genannte Interim Secretariat of the Carpathian Convention (ISCC). Finanziert wird die Konvention durch die Beiträge der Unterzeichnerstaaten. Der Vorsitz der Staaten übernahm im Jahr 2011 die Slowakei für drei Jahre.